# Neufchâtel-en-Bray
Neufchâtel-en-Bray là một xã thuộc tỉnh Seine-Maritime trong vùng Normandie miền bắc nước Pháp.

## Huy hiệu
| Arms of Neufchâtel-en-Bray | The arms of Neufchâtel-en-Bray are blazoned: Azure, 3 towers argent masoned sable, and on a chief azure fimbriated argent 3 fleurs de lys Or; the whole shield fimbriated argent. |

## Dân số
| 1962                                 | 1968 | 1975 | 1982 | 1990 | 1999 | 2006 |
| ------------------------------------ | ---- | ---- | ---- | ---- | ---- | ---- |
| 5590                                 | 5883 | 5814 | 5498 | 5322 | 5104 | 5132 |
| Từ năm 1962: Dân số không tính trùng |      |      |      |      |      |      |

## Thành phố kết nghĩa
- Whitchurch, Shropshire, Anh.